# Зрелово
Зрелово — деревня в Вологодском районе Вологодской области.
Входит в состав Новленского сельского поселения (с 1 января 2006 года по 8 апреля 2009 года входила в Вотчинское сельское поселение), с точки зрения административно-территориального деления — в Вотчинский сельсовет.
Расстояние до районного центра Вологды по автодороге — 79 км, до центра муниципального образования Новленского по прямой — 16 км. Ближайшие населённые пункты — Малая Горка, Игначево, Костромино.
По переписи 2002 года население — 8 человек.